# 환타즘 4
환타즘 4(Phantasm IV: Oblivion)는 미국에서 제작된 돈 코스카렐리 감독의 1998년 공포, SF 영화이다. A. 마이클 볼드윈 등이 주연으로 출연하였고 돈 코스카렐리 등이 제작에 참여하였다.

## 출연

### 주연
- A. 마이클 볼드윈
- 레기 바니스터

### 조연
- 빌 쏜버리
- 헤이디 만호트
- 밥 아이비
- 앵거스 스크림

## 제작진
- 공동제작: A. 마이클 볼드윈